# CREA (バンド)
CREA（クレア）は、日本のロックバンドである。2011年結成。2012年に、1stフルアルバム『LINK』を発売し、インディーズデビューする。2014年1月に、1stワンマンLIVEを決行、4月にSHOW-YA主催のLIVEイベントNAONのYAONのO.A.に抜擢される。9月にはミニアルバム『ANOTHER DOOR』をリリースし、リリースツアーのFINAL公演で2ndワンマンLIVEを成功させる。2016年には渋谷TSUTAYA O-WESTでのワンマンLIVEを決行。メンバーの脱退により2018年8月より活動休止していたが、2019年8月に新メンバーの加入と活動再開を発表した。

## 概要
2011年
- 1月　前身バンドよりバンド名をCREAと改名し、Naki（ボーカル）、Aiko（ギター）、Miku（ドラムス）のメンバーで始動
- 3月　LIVE活動開始
- 6月　Anna(Bass)加入
- 6月　「坂崎幸之助と吉田拓郎のオールナイトニッポンGOLD」にて楽曲を取り上げられる
- 7月　JFN系列局RADIO BERRY主催「ベリコン2011」にて最終10組に選出され、決勝大会出場
- 9月　1stシングル「BLACK MIX」を発売(完売)
- 11月　2ndシングル「WHITE MIX」を発売(完売)

2012年
- 9月　1stフルアルバム「LINK」を全国発売（WOMEN'S POWER LABELとの作品単発契約）。同アルバムのリリースツアーとし、全国9都市25箇所の「君とつながLINK tour2012」を決行
- 11月　東京ビッグサイトでのイベント「デザインフェスタVol.36」のLIVEステージに出演しトリを務める

2013年
- 3月　ZEPP Divercity Tokyoでのイベント「街角美人Presents Tokyo Fashion Collection」に出演
- 4月　3ヶ月連続3MAN LIVEを行い3rdシングル「Still Life」を会場限定発売(完売)
- 5月　3ヶ月連続3MAN LIVEを行い4thシングル「Liar Angelを会場限定売(完売)
- 6月　3ヶ月連続3MAN LIVEを行い5thシングル「after the rain」を会場限定発売(完売)
- 10月　Anna（ベース）脱退 ※以降はサポートメンバーを迎えて活動を続行
- 10月　4～6月に発売し完売となった会場限定シングルを3曲収録したシングルコレクション「LASQ」を発売

2014年
- 1月　渋谷CLUB CRAWLで1stワンマンLIVE「愛してCREA」を決行
- 4月　日比谷野外音楽堂で開催されるSHOW-YA主催のLIVEイベント「NAONのYAON」のO.A.に抜擢され、出演が決定
- 9月　ミニアルバム「ANOTHER DOOR」を全国発売、同アルバムのリリースツアーとし、全国8都市15箇所の「そのDOORをぶち壊せ！TOUR 2014」を決行
- 12月　渋谷Star loungeで2ndワンマンLIVE「未だ見ぬDOORを突破してCREA」を決行、同日よりHiroka（ベース）加入

2015年
- 5月　ガールズバンドの祭典「爆女祭」に出演
- 7月　6thシングル「GO MY WAY!」をリリース決定／CREA企画&ワンマンの3日間連続ライブ決定（7/3.4.5）

2016年
- 4月　渋谷TSUTAYA O-WESTでワンマンLIVEを決行
- 12月 7thシングル「GO+AHEAD／Flap×Slap!」をリリース

2017年
- 4月　7thシングル「君のそばで生きていくこと／ReBORN」をリリース
- 8月　8thシングル「LOCK☆ON☆BEACH／Time Walk」をリリース
- 11月　9thシングル「FAKE／One&Only」をリリース

2018年
- 2月　Aiko（ギター）脱退 ※以降はサポートメンバーを迎えて活動を続行
- 7月　10thシングル「煩悩ガ→ル」をリリース
- 8月　Miku（ドラムス）脱退 ※以降は活動休止

2019年
- 8月　Shinichiraw（ギター）、初輝（ドラムス）加入 ※活動再開を発表
- 10月　渋谷CHELSEA HOTELでの活動再開LIVEを予定している

## メンバー
ボーカル : Naki（ナキ）  4月14日出生
ギター : Shinichiraw.（シンイチロウ）  2月5日出生
ベース : Hiroka（ヒロカ）  2月5日出生

## サポートメンバー
綾地獄 （アヤジゴク）
ベース担当。
m@sumi（マスミ）
キーボード担当。
大貫 涼子 （オオヌキ リョウコ）
ベース担当。TOY BOX。
shioRi （シオリ）
ベース担当。THE LEAPS。
ERY （エリー）
ベース担当。KiLLKiLLS。Raglaia。
AYAKA （アヤカ）
ベース担当。ex EU・PHORIA。

## 過去のメンバー
ベース : Anna （アンナ）
ギター : Aiko （アイコ）
ドラムス : Miku （ミク）
ドラムス : 初輝  （ハツキ）

## 作品

### シングル
＊BLACK Mix （2011年9月24日 発売）
1. Windy
2. BY MY SIDE
3. AR（CREA Mix）

＊WHITE Mix（2011年11月10日 発売）
1. my dream inside
2. LOVE ME BABY
3. Growing up ! - CREA Mix -

＊Still Life（2013年4月26日 発売）スペシャル盤 / 通常盤の2形態
1. Still Life
2. Still Life（Instrumental）※スペシャル盤にはコメント収録

＊Liar Angel（2013年5月30日 発売）スペシャル盤 / 通常盤の2形態
1. Liar Angel
2. Liar Angel（Instrumental）※スペシャル盤にはコメント収録

＊after the rain（2013年6月29日 発売）スペシャル盤 / 通常盤の2形態
1. after the rain
2. after the rain（Instrumental）※スペシャル盤にはコメント収録

＊GO MY WAY !（2015年7月10日 発売）会場限定盤 Single & DVDの2枚組(Disc2にMusic Video & Making) / 通常盤の2形態
1. GO MY WAY !
2. リフレイン

＊GO＋AHEAD / Flap×Slap!（2016年12月14日 発売）ジャケットは2形態
1. GO＋AHEAD
2. Flap×Slap!
3. GO＋AHEAD（Instrumental）
4. Flap×Slap!（Instrumental）

＊君のそばで生きていくこと / ReBORN（2017年4月15日 発売）ジャケットは2形態
1. 君のそばで生きていくこと
2. ReBORN
3. 君のそばで生きていくこと（Instrumental）
4. ReBORN（Instrumental）

＊LOCK☆ON☆BEACH / Time Walk（2017年8月5日 発売）ジャケットは2形態
1. LOCK☆ON☆BEACH
2. Time Walk
3. LOCK☆ON☆BEACH（Instrumental）
4. Time Walk（Instrumental）

＊FAKE / One&Only（2017年11月11日 発売）ジャケットは2形態
1. FAKE
2. One&Only
3. FAKE（Instrumental）
4. One&Only（Instrumental）

＊煩悩ガ→ル（2018年7月29日 発売）
1. 煩悩ガ→ル
2. Flying High
3. 煩悩ガ→ル（Instrumental）
4. Flying High（Instrumental）

＊Reincarnation（2019年10月26日 発売）
1. Reincarnation
2. Hello
3. GOOD MORNING SUNSHINE

＊Indelible flame（2021年10月21日 発売）
1. Indelible flame
2. F.U.M

### アルバム
＊LINK（2012年9月19日 発売）
1. LINK
2. Last Dance
3. 桜の咲く道
4. LOVE ME BABY（LINK mix）
5. mellow out
6. BY MY SIDE（LINK mix）
7. my dream inside（LINK mix）
8. デドリー
9. Windy（LINK mix）
10. ずっと…

＊LASQ（2013年10月13日 発売）
1. Still Life
2. Liar Angel
3. after the rain
4. Still Life（Instrumental）
5. Liar Angel（Instrumental）
6. after the rain（Instrumental）

＊ANOTHER DOOR（2014年10月15日 発売）
1. REASON
2. GO＋ON
3. 悪女なあの子
4. tearless
5. ダリア

### DVD
＊CREA ONEMAN SHOW ～One & Only～（2016年 発売）
1. GO＋AHEAD
2. ReBORN
3. GO＋ON
4. 悪女なあの子
5. REASON
6. 桜の咲く道
7. Flap×Slap!
8. GO MY WAY !
9. One&Only
10. ダリア

## ライブツアー
| 年     | 形態         | タイトル                      | 公演規模        | 公演日程          | 会場 |
| ------ | ------------ | ----------------------------- | --------------- | ----------------- | --- |
| 2012年 | ライブツアー | 君とつながLINK tour 2012      | 全国9都市25公演 | 9月22日-12月18日  | 目黒LIVE STATION、心斎橋SunHall、心斎橋ALIVE!、京都U☆STONE mini、郡山ユラックス熱海、本八幡ROUTE14、下北沢MOSAiC、三島ゴリラハウス、滋賀U☆STONE、高崎clubfleez、渋谷CLUB CRAWL、渋谷スターラウンジ、横浜CLUB LIZARD、F.A.D横浜、六本木morph-tokyo、渋谷club乙-kinoto-、代官山晴れたら空に豆まいて、東京ビッグサイト、名古屋ell.size、渋谷O-WEST |
| 2014年 | ワンマン     | 愛してCREA                    | -               | 1月18日           | 渋谷CLUB CRAWL |
| 2014年 | ライブツアー | そのDOORをぶち壊せ！TOUR 2014 | 全国8都市15公演 | 9月27日-12月13日  | 目黒LIVE STATION、名古屋MUSIC FARM、心斎橋 club ALIVE!、沼津Quars、渋谷BURROW、秋田 きみのまち里フェスティバル、仙台space Zero、渋谷Star lounge、渋谷CHELSEA HOTEL、川崎セルビアンナイト、HEAVEN’S ROCK さいたま新都心VJ-3 |
| 2014年 | ワンマン     | 未だ見ぬDOORを突破してCREA    | -               | 12月13日          | 渋谷Star lounge |
| 2014年 | -            | 爆女祭                        | 連続7公演       | 11月23日-11月29日 | 渋谷 CLUB CRAWL |
| 2016年 | ワンマン     | One & Only                    | -               | 4月14日           | 渋谷TSUTAYA O-WEST |
| 2016年 | -            | 爆女祭                        | 連続7公演       | 5月9日-5月15日    | 目黒鹿鳴館 |
| 2017年 | ワンマン     | CREA無料ワンマンLive!!        | -               | 11月11日          | 下北沢ReG |